# Antonio Dupar
Antonio Dupar (Marsella, 1675 - Marsella, 1755), escultor francés.

## Biografía
Dupar es el nombre castellanizado del marsellés Antoine Duparc o Dupard, escultor, pintor y arquitecto nacido en el seno de una familia de imagineros y retablistas. En los inicios de su carrera trabajó principalmente en su ciudad natal, donde se había formado colaborando con su padre, Albert Duparc.
Pronto mostró su capacidad para trasladar a la iconografía religiosa las representaciones artísticas de corte clásico que habían desarrollado pintores y escultores europeos de su época, como Pierre Puget (Marsella, 1620-1694) o Giacomo Filippo Parodi (Génova, 1630-1702). Su técnica escultórica destaca por la suavidad del modelado, caracterizado por superficies lisas y curvas que evitan la minuciosidad en el trazado de los detalles anatómicos. Sus desnudos juveniles están esculpidos en amplios planos, contrastando con la rugosidad de los paños, labrados en finos pliegues de composición muy pictórica. Se especializó en la talla de ángeles, conformando gran parte de su legado artístico tanto en madera policromada como en mármol.
Entre 1718 y 1745, al calor de la pujanza económica que había en Murcia, donde existían además unas fuertes relaciones con Francia y un gran tráfico comercial entre los puertos marítimos de Marsella y Cartagena, Dupar se desplaza temporalmente a la capital del Segura, donde su estilo clásico-manierista y barroco afrancesado influiría de forma decisiva en la escultura dieciochesca desarrollada años más tarde en el levante español.
Estando en Murcia, en 1726, nacería su hija Françoise Duparc, quien destacó años más tarde por sus grandes dotes artísticas como pintora, desarrolladas bajo la influencia del maestro francés Jean-Baptiste van Loo.
Tras la vuelta a Marsella, Dupar viajaría por todo el país y trabajaría especialmente en Normandía. Su hijo Raphael se convertiría en su más estrecho colaborador, dando así continuidad a toda una saga familiar de escultores.

## Principales obras en Francia
- Altar Mayor, en la iglesia de Saint Loup (Marsella).
- Altar Mayor, en la iglesia de Notre-Dame du Mont (Marsella).
- Altar Mayor, en la iglesia des Grands Carmes (Marsella).
- Altar Mayor y relicarios, en la Catedral de Notre-Dame de Coutances (Normandía).
- Altar Mayor, en la Capilla del Hospital de Coutances (Normandía).

## Principales obras en España
- Virgen del Carmen de Beniaján, la que quizá constituya su obra más completa y representativa, entre las españolas.
- Tabernáculo, en la iglesia de las Santas Justa y Rufina (Orihuela).
- Inmaculada, en la Colegiata de San Patricio de Lorca.
- Inmaculada, en el Convento de San Francisco de Lorca.
- Inmaculada, en el Convento de Capuchinas de Murcia.
- San Miguel Arcángel, en el Convento de Agustinas de Murcia.
- Ángeles Adoradores, en el Altar Mayor de la parroquia de San Andrés (Murcia).
- San Antonio de Padua, en la Iglesia Parroquial de El Salvador (Caravaca de la Cruz).
- San Juan Bautista, titular de la parroquia de este nombre en Murcia.
- Virgen de Loreto de Algezares (Murcia), destruida en 1936.
- Camarín de Nuestra Señora de La Fuensanta Patrona de Murcia, en el Santuario de la Virgen de la Fuensanta, Algezares (Murcia), (destruido en 1936).
- Santísimo Cristo del Amparo. Cofradía del Amparo (Murcia). Primer cuarto del siglo XVIII.
- En la Catedral de Murcia cuenta con diversas obras, como el lienzo del Martirio de San Andrés (en la capilla de este nombre), la Virgen de la Leche del Museo Catedralicio, los Ángeles Adoradores de la Capilla del Pilar, los dos grandes Lampadarios del Altar Mayor, e incluso se le atribuyen algunas de las esculturas de la fachada principal.

- Datos: Q631215
- Multimedia: Antoine Duparc / Q631215